# Joker (polski teleturniej)
Joker – polski teleturniej prowadzony przez Krzysztofa Ibisza i emitowany od 6 listopada 2017 do 17 maja 2018 na antenie Super Polsatu, oparty na formacie tureckiej firmy Global Agency stworzonym przez Rüyhana Duraliego.
Wszystkie odcinki dostępne są w platformie internetowej ipla. Odcinki drugiej serii można było na niej obejrzeć również przedpremierowo (po aktywacji odpowiedniego pakietu).
Zdjęcia do programu realizowane były w hali Cyfrowego Polsatu w Warszawie.

## Spis serii
| Seria           | Seria | Sezon       | Odcinki    | Początek emisji  | Koniec emisji                       | Pora emisji                 |
| --------------- | ----- | ----------- | ---------- | ---------------- | ----------------------------------- | --------------------------- |
|                 | 1.    | jesień 2017 | 1–40 (40)  | 6 listopada 2017 | 14 grudnia 2017                     | poniedziałek–czwartek 20.00 |
| 18 grudnia 2017 | 1.    | jesień 2017 | 1–40 (40)  | 28 grudnia 2017  | poniedziałek–czwartek 19.00 i 20.00 |                             |
|                 | 2.    | wiosna 2018 | 41–80 (40) | 12 marca 2018    | 17 maja 2018                        | poniedziałek–czwartek 20.00 |

### Wydanie specjalne
2 kwietnia 2018 wyemitowano specjalny odcinek wielkanocny z udziałem Pauliny Sykut-Jeżyny i Kacpra Kuszewskiego. Zdobyli najwyższą wygraną, którą przekazali Fundacji Polsat. Początkowo emisja odcinka zaplanowana była na standardową porę – 20.00, jednak ostatecznie wyemitowano o 10.00.

## Zasady gry
Gra polegała na udzieleniu przez uczestnika odpowiedzi na 10 pytań z czterema możliwymi odpowiedziami (na 9 z nich musiał udzielić odpowiedzi, wycofać się mógł tylko podczas ostatniego). Jeżeli nie był pewny odpowiedzi, miał prawo skorzystać z Jokera zwyczajnego (na początku ma ich 7) eliminującego jeden niewłaściwy wariant spośród dwóch wskazanych przez gracza lub z pomocy Jokera osobistego (bądź specjalnego), czyli osoby towarzyszącej zaproszonej do studia (tylko w pytaniach 1–9).
W przypadku prawidłowej odpowiedzi uczestnik zdobywał stawkę o jeden szczebel wyższą w drabinie wygranych:
| 50 000 zł |
| 20 000 zł |
| 10 000 zł |
| 5000 zł   |
| 2000 zł   |
| 500 zł    |
| 0 zł      |

W przypadku udzielenia błędnej odpowiedzi zawodnik tracił trzy Jokery lub, jeżeli już ich nie posiadał, spadał o trzy pozycje w powyższej drabince (posiadanie jednego lub dwóch Jokerów mogło „zamortyzować” spadek odpowiednio o jeden lub dwa szczeble).
Czas na odpowiedź wynosił: 30 sekund w pytaniach 1–5 i 60 sekund w pytaniach 6–10, a za każdego użytego Jokera doliczane było dodatkowo 15 sekund.
Prawo do wycofania się z gry przysługiwało wyłącznie podczas ostatniego pytania – uczestnik mógł wtedy, bez udzielania odpowiedzi na pytanie, zabrać stawkę o jeden poziom w drabince niższą, niż w danym momencie posiadaną.

### Oferta specjalna
W odcinku 70. pewna uczestniczka dotarła (jako drugi gracz w historii) do dziesiątego pytania na poziomie 50 000 zł z trzema Jokerami – używając ich można być pewnym głównej wygranej. Krzysztof Ibisz przed zadaniem pytania złożył jej nietypową dla formatu propozycję: jeżeli odpowie poprawnie na pytanie bez wsparcia Jokerami, to on dołoży do nagrody drugie tyle (i razem uczestniczka zabierze 100 000 zł), ale jeżeli się pomyli – odejdzie z niczym. Uczestniczka nie wyraziła zgody na taką opcję. W standardowym toku gry użyła trzech Jokerów i zdobyła 50 000 zł (gdyby przystała na nietypową ofertę i strzelała, obstawiłaby błędnie i przegrała wszystkie pieniądze, dlatego korzystnie wyszła, nie wchodząc w układ z prowadzącym). Na koniec Krzysztof Ibisz tłumaczył się, że jego propozycja była formą żartu; regulamin nie przewidywał bowiem takiej sytuacji.

## Statystyki

### Wygrane
Główna wygrana padła 12 razy (w grach z odcinków: 3–4, 26, 27, 31–32, 34–35, 41–42, 52, 53 – specjalny, 55, 56, 69–70, 77–78). Łączna suma oddanych pieniędzy w obu seriach to 1 521 500 zł (w tym 50 000 zł na cele charytatywne).

### Oglądalność
Dwanaście pierwszych odcinków pierwszej serii oglądało średnio 162 tys. widzów.